# Lucas Possignolo
Lucas Possignolo (Piracicaba, 11 maggio 1994) è un calciatore brasiliano, difensore dello Zhejiang Zhiye.

## Carriera
Cresciuto nel settore giovanile del San Paolo, il 31 gennaio 2014 viene ceduto in prestito alla Portimonense, con cui inizia la carriera professionistica. Il 30 luglio 2015 fa ritorno alla squadra portoghese, da cui nel 2017 viene acquistato a titolo definitivo.

## Statistiche

### Presenze e reti nei club
Statistiche aggiornate al 2 settembre 2018.
| Stagione            | Squadra             | Campionato          | Campionato | Campionato | Coppe nazionali | Coppe nazionali | Coppe nazionali | Coppe continentali | Coppe continentali | Coppe continentali | Altre coppe | Altre coppe | Altre coppe | Totale | Totale |
| Stagione            | Squadra             | Comp                | Pres       | Reti       | Comp            | Pres            | Reti            | Comp               | Pres               | Reti               | Comp        | Pres        | Reti        | Pres   | Reti   |
| ------------------- | ------------------- | ------------------- | ---------- | ---------- | --------------- | --------------- | --------------- | ------------------ | ------------------ | ------------------ | ----------- | ----------- | ----------- | ------ | ------ |
| gen.-giu. 2014      | Portimonense        | SL                  | 7          | 0          | TdP+TdL         | -               | -               | -                  | -                  | -                  | -           | -           | -           | 7      | 0      |
| 2015-2016           | Portimonense        | SL                  | 33         | 1          | TdP+TdL         | 3+4             | 1+0             | -                  | -                  | -                  | -           | -           | -           | 40     | 2      |
| 2016-2017           | Portimonense        | SL                  | 17         | 3          | TdP+TdL         | 0+0             | 0               | -                  | -                  | -                  | -           | -           | -           | 17     | 3      |
| 2017-2018           | Portimonense        | PL                  | 26         | 1          | TdP+TdL         | 1+2             | 0               | -                  | -                  | -                  | -           | -           | -           | 29     | 1      |
| 2018-2019           | Portimonense        | PL                  | 28         | 0          | TdP+TdL         | 1+1             | 0               | -                  | -                  | -                  | -           | -           | -           | 30     | 0      |
| Totale Portimonense | Totale Portimonense | Totale Portimonense | 87         | 5          |                 | 11              | 1               |                    | -                  | -                  |             | -           | -           | 98     | 6      |
| Totale carriera     | Totale carriera     | Totale carriera     | 87         | 5          |                 | 11              | 1               |                    | -                  | -                  |             | -           | -           | 98     | 6      |